# The Bear
The Bear е американски драматичен телевизионен сериал с елементи на черна комедия, създаден от Кристофър Сторър за FX on Hulu. Премиерата е на 23 юни 2022 година. Сериалът проследява младия готвач Карми Бержато (Джеръми Алън Уайт), който наследява малък семеен сандвич бар в Чикаго след внезапната смърт на брат си и се опитва да го реформира, докато се сблъсква със собствените си травми и предизвикателствата на ресторантьорския бизнес.
Сериалът се радва на голям критически успех, особено заради актьорската игра, сценария, режисурата и реалистичното представяне на кухнята и динамиката в екипа. Честото включване на сериала в комедийните категории на различни церемонии за награди обаче довежда до доста критики.
Към август 2025 година сериалът има общо 4 сезона с 38 епизода, като е подновен и за пети сезон.

## Сюжет
Карми (Джеръми Алън Уайт) е млад и талантлив готвач, работил в едни от най-престижните ресторанти в света, който се връща в Чикаго, за да управлява ресторанта за бързо хранене The Original Beef of Chicagoland, след като брат му Майк се самоубива. Той трябва да се справи както с дълговете и хаоса, оставени от брат му, така и с несигурността на колегите си и собствените си вътрешни демони. Постепенно се опитва да въведе нови стандарти и да превърне малкия семеен бизнес в ресторант на високо ниво.

## Актьорски състав
- Джеръми Алън Уайт – Кармен Бержато – Карми, млад готвач, който се завръща в Чикаго, за да управлява семейния ресторант
- Айо Едебири – Сидни Адаму, амбициозна млада готвачка, която става дясната ръка на Карми
- Ебан Мос-Бакрак – Ричи Йеримович, близък приятел на семейството и дългогодишен служител в ресторанта
- Лайонел Бойс – Маркъс, сладкар в кухнята, който се опитва да развие таланта си
- Лайза Колон-Заяс – Тина, дългогодишна готвачка, скептична към новите методи на Карми
- Аби Елиът – Натали Бержато – Шугър, сестрата на Карми
- Оливър Плат – Джими Цичеро, чичото на Карми и инвеститор в ресторанта

## Награди
- „Еми“ 2023 – награда за най-добър актьор в комедиен сериал (Джеръми Алън Уайт)
- „Златен глобус“ 2023 – най-добър актьор в комедиен или мюзикъл сериал (Джеръми Алън Уайт)
- „Златен глобус“ 2023 – най-добра актриса в поддържаща роля (Айо Едебири)
- „Еми“ 2023 – награда за най-добра режисура и сценарий на комедиен сериал
- „Еми“ 2024 – най-добър телевизионен сериал – музикален или комедиен
- „Еми“ 2024 – най-добър главен актьор в комедиен сериал (Джеръми Алън Уайт)
- „Еми“ 2024 – най-добър поддържащ актьор в комедиен сериал (Ебон Мос-Бакрак)
- „Еми“ 2024 – най-добра поддържаща актриса в комедиен сериал (Лайза Колон-Заяс)
- „Златен глобус“ 2024 – най-добър телевизионен сериал – музикален или комедиен
- „Златен глобус“ 2024 – най-добър актьор в телевизионен сериал – музикален или комедиен (Джеръми Алън Уайт)
- „Златен глобус“ 2024 – най-добра актриса в телевизионен сериал – музикален или комедиен (Айо Едебири)